# Ludvig Birkedal-Barfod
Ludvig Harbo Gote Birkedal-Barfod (27. maj 1850 i København – 17. oktober 1937 i Bagsværd) var en dansk komponist og organist.
Ludvig Birkedal-Barfod var søn af forfatteren Frederik Barfod. Han blev uddannet som organist på Det Kongelige Danske Musikkonservatorium 1870-1872 med bl.a. Gebauer som lærer. I 1873 blev han organist ved Metodistkirken i København, 1877-1895 var han ved Vor Frue Kirke i Svendborg og 1894-1925 ved Marmorkirken i København. Desuden var han musikanmelder ved Kristeligt Dagblad i en årrække. Blandt hans egne orgelelever kan nævnes organisten og komponisten Hilda Sehested. i 1903 fik han Det anckerske Legat og rejste på studietur til Sverige, Finland, Rusland og Tyskland. I 1905 blev han lærer i teori og orgel ved Gottfred Matthison-Hansens Musikinstitut.
Han skrev mest musik for sang og eller klaver og orgel. Desuden redigerede han en meget brugt samling salmemelodier, Menighedens Melodier, og udgav nogle etuder og anden undervisningsmusik.

## Musik
Opus 5: Terts-etuder (klaver)

Opus 7: Albumsblade (klaver)

Opus 10: Karakterstykker (klaver)

Opus 12: Sonate instruktive (klaver)

Opus 20: Skizzer (klaver)

Opus 24: Præludium (klaver)

Opus 27: Stemninger og strofer (klaver)